# The Star (Sudafrica)
The Star è un quotidiano sudafricano edito a Johannesburg, fondato nel 1887. È diffuso principalmente nelle province del Gauteng, Mpumalanga, Limpopo, Nordovest e Stato libero.

## Storia
Fu pubblicato a Grahamstown per la prima volta il 6 gennaio 1871 (come The Eastern Star. Sedici anni dopo i suoi proprietari, i fratelli Thomas e George Sheffield, si trasferirono nel Witwatersrand. Nel 1889 assunse la denominazione attuale.